# Cas Bitel
El Cas Bitel (o "Bitelgate") fou un cas de presumpte espionatge del correu electrònic que sofrí el president de la Comissió Insular d'Urbanisme Francesc Quetglas entre el març de 1998 i el març de 2000 quan, sembla que per una errada, el seu correu electrònic fou redirigit al gabinet del llavors president del Govern de les Illes Balears Jaume Matas i Palou, de diferent color polític.
Els fets foren denunciats per Francesc Quetglas el 28 de setembre de 2000 i l'acusació fou exercida pel mateix Quetglas i Esquerra Unida.
El 26 de maig de 2005, l'Audiència Provincial de Palma va absoldre els dos imputats en el cas: la directora general de Presidència, Francisca Pascual i el funcionari del Govern Sebastià Vallori, de l'acusació d'un suposat delicte de descobriment i revelació de secrets. La raó: "els missatges rebuts per Quetglas no eren ni podien ser secrets".
El cas cobrà molta transcendència pel fet que Jaume Matas utilitzà uns documents pressuptament provinents d'aquest espionatge en un ple del Parlament de les Illes Balears.

## Cronología
El Govern informà el 25 de març del 2000 a la Fiscalia d'un presumpte delicte de violació de correu i dades electròniques i d'un suposat cas d'espionatge informàtic a càrrec del PP contra el Consell de Mallorca. El president de l'Executiu en aquell moment, Francesc Antich, i la consellera d'Innovació i Energia, Misericòrdia Ramon, explicaren que, durant els darrers dos anys, tots els missatges dirigits al correu electrònic de la presidència de la Comissió Insular d'Urbanisme del Consell varen ser copiats i desviats a una adreça electrònica del gabinet de Presidència del Govern. Aquesta adreça electrònica estava identificada com a svallori@gabinetepresidencia.caib.es i es va comprovar que el titular era el llavors funcionari autonòmic Sebastià Vallori, qui tenia plaça com a secretari del director general de Formació i passà més tard al gabinet de Jaume Matas, aleshores president del Govern. El suposat espionatge informàtic s'inicià, segons pogué comprovar l'Executiu, el febrer de 1998 i es perllongà durant dos anys. El 17 de març del 2000 rebé el darrer missatge rebotat des de la Comissió d'Urbanisme.
El descobriment de la irregularitat fou casual. El Govern donà de baixa els correus electrònics de tots els alts càrrecs de l'anterior Executiu, que estaven repartits entre el servidor propi (caib.es) i el servidor Bitel. Aquesta darrera empresa informàtica, participada per la Comunitat Autònoma, estava presidida, en el moment d'iniciar-se els fets, per la consellera de Presidència, Rosa Estaràs. El correu de la Comissió d'Urbanisme també utilitzava el servidor Bitel. Amb posterioritat, el director general de Relacions amb el Parlament, Valentí Valenciano, envià un e-mail a la Comissió d'Urbanisme i rebé un missatge que deia que el correu electrònic de Vallori no era operatiu. Valenciano s'estranyà pel fet que un missatge dirigit al Consell tingués aquesta resposta. Fetes algunes investigacions, es comprovà que l'adreça de Vallori rebia els missatges dirigits a la Comissió d'Urbanisme. Les "víctimes" del suposat espionatge van ser Francesc Quetglas (PSIB) i Rafel de Lacy (UM) com a presidents de la comissió durant el període esmentat.
L'empresa semipública Baleares Innovación Telemática, S.A. (Bitel), dedicada a telecomunicacions, era el servidor de tota la xarxa informàtica del Govern balear i del Consell Insular de Mallorca (CIM). Quan la suposada "violació de dades secretes informàtiques" denunciades per l'Executiu s'inicià, el febrer de 1998, el consell d'administració de Bitel estava presidit per l'exdiputada del Partit Popular (PP), Rosa Estaràs. Bitel és una "empresa participada per la Comunitat Autònoma de les Illes Balears, en un 46%; Telefónica Soluciones Sectoriales en un 44%, i Sa Nostra, en un 10%" i estava presidida per Estaràs, que aleshores ocupava el càrrec de vicepresidenta del Govern presidit per Jaume Matas. Estaràs va substituir precisament Matas al capdavant de Bitel, que n'era el president des del 27 de novembre de 1996, el mateix dia que Estaràs en fou nomenada vicepresidenta, fins al 13 de maig de 1997.
El cap de sistemes de Bitel, Sebastià Sastre, confirmà el 25 de març del 2000 la denúncia del Govern de Progrés que el correu electrònic de la Comissió d'Urbanisme del Consell de Mallorca havia estat desviat cap a l'ordinador d'un funcionari, Sebastià Vallori, adscrit a Presidència durant el mandat de Jaume Matas. L'informe, adreçat per Sebastià Sastre al conseller delegat de Bitel, Enric Adán Acapte, apuntava que el correu electrònic de la Comissió Insular d'Urbanisme fou creat el febrer del 1998; que fou desviat cap a l'e-mail del funcionari adscrit a Presidència; que el darrer missatge redirigit és del 24 de març del 2000; que no es pot concretar la data en què començà el desviament.
Jaume Matas, expresident del Govern balear pel PP, va reconèixer indirectament l'existència d'un possible punxada del correu electrònic. No obstant això, Matas va atribuir el suposat espionatge a eventuals incidents tècnics i errors causals sobre els quals, va afegir, no es poden atribuir responsabilitats ni intencionalitat política. "Qualsevol persona pot rebre un correu electrònic de manera equivocada o per accident. No nego que hagi passat, no ho sé, sí que nego que hi hagi responsabilitat política en això", va manifestar Matas a Antena 3 de Balears.
Llavors el Govern balear presidit per Antich es plantejà la venda de les accions que tenia a la companyia Bitel (més d'un quaranta per cent). D'altra banda, el jutjat número 9 de Palma es va fer càrrec de la denúncia interposada per Misericòrdia Ramon, aleshores consellera d'Innovació Tecnològica, mentre que el fiscal en cap, Antonio de Vicente Tutor, s'hi personà també posteriorment. La fiscalia no incoà el cas, ja que aquest ha estat assignat al jutge Enrique Morell García, titular del Jutjat d'Instrucció número 9 de Palma. Aquest jutjat va ser l'escollit pel deganat en el repartiment posterior a la denúncia.
El Consell Insular de Mallorca també es personà en el cas i anuncià que estava canviant-se de servidor informàtic per un de propi.
"Errada tipogràfica" i "llenegada". Aquests varen ser els dos qualificatius utilitzats pel conseller delegat de l'empresa semipública Baleares Innovación Telemática, S.A. (Bitel), Enric Adán, per referir-se al readreçament del correu electrònic de Francesc Quetglas. El Consell d'Administració de Bitel va emetre el 28 de març de 2000, després d'una reunió de gairebé cinc hores de durada, un comunicat en què explicava com es va produir l'errada tècnica que va causar el desviament d'informació i les causes que la provocaren. L'aleshores consellera de Noves Tecnologies i Energia, Misericòrdia Ramon, que era també presidenta del dit Consell d'Administració, va declarar als mitjans de comunicació en acabar l'esmentada reunió que l'explicació donada per Bitel "té una lògica i sembla convincent". Així i tot, va anunciar que s'havia encarregat una auditoria externa al Col·legi d'Enginyers en Telecomunicacions per aclarir del tot el cas del desviament. Posteriorment a les paraules de Ramon, i quan la consellera havia abandonat ja la seu de Bitel, la companyia va distribuir el comunicat de premsa, en què s'afirmava: "Està comprovat i fora de tot dubte que en aquesta errada no hi va haver intencionalitat ni per part de l'ordenant ni de l'executor". Després de llegir aquest text, Adán va explicar de manera gràfica com es va produir l'"errada tipogràfica". A darrera hora de la vesprada, la consellera va desautoritzar el paràgraf exculpatori del comunicat de Bitel abans transcrit. Concretament, la presidenta de la companyia va manifestar que en el Consell d'Administració s'havia acordat "no fer judicis de valor" en l'anàlisi dels fets. D'aquesta manera, Ramon feia constar el seu desacord amb el text difós que ella afirmà no haver conegut fins hores després.
El Consell d'Administració de Bitel va destituir el 3 d'abril del 2000 per unanimitat a Enric Adán Acapte, gerent de l'empresa. Adan havia elaborat una explicació exculpatòria per a si mateix i per a l'equip de Matas i no havia lliurat a l'Executiu regional, encapçalat en aquell moment per Francesc Antich (PSIB), tota la documentació de l'empresa, tal com havia assegurat l'anterior estiu. Bitel va reconèixer que el desviament del correu electrònic s'havia produït, però va atribuir el fet a un "error tipogràfic". El Govern, per la seva banda, va localitzar una còpia dels fitxers, documents i missatgeria interna que emmagatzemaven tots els ordinadors de l'Administració autonòmica el novembre de 1998, època en la qual el PSOE assegurà que l'expresident Jaume Matas, del PP, va usar al Parlament papers obtinguts a través de l'espionatge electrònic.
L'acusació socialista suposà que les dades informàtiques trobades podrien ajudar el jutge del cas, Enrique Morell García, i al fiscal Miguel Ángel Anadon Jiménez en la investigació oberta sobre l'existència d'una presumpta maniobra il·legal i sobre la destinació dels missatges intervinguts. "Hem trobat una còpia de seguretat de totes les bases de dades, arxius i usuaris, de més de quatre hores de durada, que es va efectuar de manera cautelar abans d'unes modificacions en el sistema de la comunitat", va assenyalar Damià Cànoves Rotger, director general de la Presidència del Govern de les Illes Balears. "Sense obrir-la, amb el certificat del cap de sistemes que va dirigir l'operació, serà lliurada al jutge". Abans de la seva sortida del poder, el juliol de 1999, l'equip de Matas va buidar gairebé tota la informació que contenia la xarxa d'ordinadors del Govern i va triturar durant dos dies els arxius de paper del seu gabinet. "D'aquella època, dels 16 anys del PP a la comunitat, no va quedar rastre en els ordinadors. Afortunadament, un funcionari va reservar aquesta còpia general prèvia a les modificacions efectuades l'1 de novembre de 1988", va indicar Cànoves.
Jaume Matas digué que no tenia ni idea de què parlaven els que deien que es va buidar tota la informació informàtica. D'altra banda, Matas va confirmar també que l'ordre de readreçament del correu electrònic donada a l'empresa Bitel va sortir de la direcció general de Noves Tecnologies, que encapçalava José Juan Novas, un departament que depenia aleshores de Presidència. L'exconseller d'Economia, Alexandre Forcades, es preocupà perquè els joves quadres a les seves ordres, entre els quals hi havia Jaume Matas i Bartomeu Reus, obtinguessin una acurada formació en tot el que es refereix a les noves tecnologies i altres aspectes de la gestió econòmica. Forcades, conseller des del 87, no dubtà a proporcionar aquests estris al cercle que treballava amb ell. Cursos amb els millors experts i alguna visita pedagògica a Syllicon Valley. Aquesta informació sembla contradir-se amb les declaracions que el cap de l'oposició feu al Diari de Balears assegurant "no tenir ni idea d'informàtica".
Joan Flaquer, portaveu del Partit Popular en aquell moment, havia afirmat que els papers de Matas s'havien distribuït a molta de gent en el Fòrum Ciutadà del mateix any. No obstant això, l'Executiu provà que el text exhibit per Matas no era el que s'havia repartit al Fòrum, sinó un altre que havia sortit de l'e-mail de Francesc Quetglas, president de la Comissió Insular d'Urbanisme. El 1998, Matas destacà en la seva intervenció parlamentària la frase "bases de l'enquadrament", que segons el Govern no apareixia en el document del Fòrum Ciutadà. A més, el Govern adverteix que a la caràtula dels papers de Matas no hi apareixia l'anagrama "Un pla per Mallorca. Fòrum del ciutadà".
L'excap de sistemes de Bitel, Albert Amengual Solán, va advertir a directius de l'empresa el 1998 que el redireccionament del correu electrònic del llavors president de la comissió d'Urbanisme del Consell, Francesc Quetglas, no s'estava realitzant seguint els mecanismes habituals, d'acord amb el protocol d'ordres que s'havia establert. En el cas del correu de Quetglas, es van enviar nombrosos comunicats, ordenant el redireccionament, entre diversos responsables de l'empresa. El sistema seguit era tan atípic que Amengual va remetre sengles missatges a través del seu correu electrònic al llavors director tècnic de Bitel, José Luis Vidal, i el director comercial, Amadeo Corbí Mateu, transmetent la seva estranyesa. Amengual advertia que s'estava generant en aquest cas "un flux excessiu de missatges" quan "el document de coordinació tècnic - comercial" establia un sistema molt més simple, que consistia només a encarregar l'operació al tècnic responsable i la comunicació d'aquest que ja s'havia realitzat. Aquests missatges van ser enviats el 10 de març. Curiosament, minuts abans de remetre'ls als seus destinataris, Amengual es va enviar a si mateix el missatge, deixant així constància clara que havia efectuat aquest advertiment.
Quan es realitzaven els redireccionaments d'acord amb el protocol d'ordres, el titular del compte del correu electrònic rebia un avís. A més, l'emissor d'un missatge rebia un altre advertint que prengués nota que el compte havia canviat i que en tres mesos l'antiga es desactivaria, tal com en efecte succeïa. Aquests tres efectes no es van donar en el cas de Quetglas.
Es donà la circumstància que la setmana anterior al redireccionament del correu de Quetglas es va dur a terme el de Javier Mato Veiga, llavors cap de relacions informatives del Govern, que va dimitir per l'Operació Mapau com a cap de gabinet del llavors ministre i expresident del Govern, Jaume Matas, al·legant motius personals. En redireccionar el de Mato també es va produir un error de tal manera que, en comptes de "jmato@informa.caib.es", es va ordenar "jmato@informat.caib.es. La diferència era només d'una "t", però va ser immediatament advertida i corregida. En el de Quetglas, Bitel va adduir que en redireccionar el compte de "gabinetdel-president@bitel.es", de la secretària de Matas, es van suprimir per error els guions de la primera, de manera que es va introduir a la màquina "president@bitel.es", direcció inexistent al servidor de Bitel, on sí que existia la de "president@urbanisme.cim.net", la de Quetglas, que va ser la que va quedar activada. Aquest error, més ostensible que el de Mato, no va ser, però, detectat. En general, els redireccionaments els realitzava Esteban Bardolet, qui es va adonar de l'error en el correu de Mato. En el cas de Quetglas, l'operació es va encarregar a un becari sense experiència. El 22 de febrer, Mato va declarar com a testimoni.
El pèrit del Govern al cas Bitel va demanar al jutge instructor, Enrique Morell, que realitzàs un acarament entre els imputats amb l'objectiu d'aclarir, detallar i documentar el que permeti la millor instrucció en aquell moment processal. A la defensa dels responsables del PP el va sorprendre les atribucions que es va prendre el pèrit en suggerir al jutge el camí que havia de seguir la instrucció de la causa. També, van expressar el seu malestar per la tardança en la recepció del suposat document privat dirigit a Quetglas sobre les primàries del PSOE d'abril de 1998, i que va aparèixer a l'ordinador del secretari personal de l'expresident del Govern i exministre de Medi Ambient, Jaume Matas. El pèrit explicà al jutge en la seva carta que va trobar el fitxer anomenat com "seny.txt" en el directori que presumptament es correspon amb el del grup "gabpresi", al que tenien accés els imputats. Obrint "seny.txt" amb wordpad s'observava que, almenys aparentment, estava signat per Francesc Quetglas, Mercè Amer i Antoni Alemany, segons el pèrit. I va afegir que una primera lectura del seu contingut convertia en molt sospitosa la presumpta presència de tal arxiu en un directori compartit per militants del PP al gabinet del president del Govern, perquè era evident que es tractava d'un document elaborat per militants socialistes en un moment, i amb una intenció, que feia molt difícil, o impossible, sostenir qualsevol alternativa d'innocència, casualitat o error.
Jaume Matas va presumir el 15 d'octubre de 1998, des de la tribuna del Parlament de les Illes Balears, de posseir "documents interns de treball" de l'oposició. En aquell estratagema, el llavors president balear va exhibir i va llegir el títol d'uns folis, no publicats, sobre els plans de reforma que dirigia, precisament, Francesc Quetglas, del PSIB-PSOE, responsable d'Urbanisme del Consell Insular de Mallorca, una institució enfrontada a l'Executiu autònom popular. El llavors ministre de Medi Ambient va brandar llavors els papers suposadament caçats i es va dirigir, precisament, a Quetglas, el titular del correu electrònic suposadament espiat, per intentar deixar-lo en evidència. "Miri", li va dir, "en el seu partit també tenen un "Barea" (en al·lusió al director de l'Oficina Pressupostària en la Presidència del Govern d'Espanya, a qui s'atribuïen pèrdues o filtracions d'informació a l'oposició). Ha arribat a les meves mans un document intern de treball, els criteris per al pla territorial parcial de Mallorca" digué Matas. El dirigent conservador va donar a entendre que Quetglas, que un any i mig més tard es va destapar com a víctima de la punxada i el suposat espionatge polític perpetrat pel Govern, era el responsable de la filtració i el va avisar de la següent manera: "Vagi alerta, senyor Quetglas, que es descobrirà qui és el senyor Barea". Tota la seqüència d'aquell debat va quedar registrada per les cámeres del Parlament Balear, en les cintes de veu i en el llibre de sessions, que està ara sota examen judicial per esbrinar si el document es correspon amb un dels missatges electrònics caçats.
Quetglas exercí l'acusació particular en el sumari obert i fou defensat pel diputat socialista i advocat Antonio Diéguez El lletrat considerà que quan el jutge va examinar les fotos i vídeos de l'episodi parlamentari, l'assumpte no va quedar finalment paralitzat. El document que Matas va llegir i va exhibir (va recordar quatre vegades que era "intern" del Consell) coincidia, precisament, amb un projecte encara sense difondre sobre el pla territorial de Mallorca que Quetglas rebé a la seva bústia electrònica, un mes abans, procedent del seu equip d'assessors.
Jaume Matas i dirigents del PP balear van replicar que l'informe revelat al Parlament es va rebre en una trobada pública propiciada per Quetglas, però aquest ho va negar. Dos alts càrrecs de l'època del Govern balear del PP van declarar que ells havien passat el paper compromès al ministre, però no van aclarir d'on procedia.
Enrique Morell, titular del Jutjat d'Instrucció número 9 de Palma, prengué declaració el 20 d'abril de 2000 al cap comercial, al cap de sistemes i a dos exmembres del Consell d'Administració de Bitel, el servidor semipúblic investigat pel readreçament del correu electrònic de la Comissió Insular d'Urbanisme cap al gabinet de Jaume Matas. La Policia llegí els seus drets a les tres persones citades a declarar pel jutge. Així mateix, el jutge ordenà la intervenció de l'ordinador on treballava Sebastià Vallori, secretari personal de Jaume Matas. Era a la bústia d'aquest aparell on anaven a parar els missatges readreçats des de Bitel, en el moment dels fets presidit per Rosa Estaràs. L'exconseller delegat del servidor semipúblic, Enric Adán Acapte, atribuí el readreçament a un error sense intencionalitat per part de l'ordenant i de l'executor. De manera deslligada del suposat cas d'espionatge politicourbanístic que investigà la Justícia, va aparèixer un entramat de relacions societàries i de contractes que vinculen Adán amb Equiof 97, empresa que cobrà 20 milions del Govern de Jaume Matas per feines de manteniment de repetidors televisius sense que existís constància documental de l'encàrrec.
El 2 de maig de 2000 el President Francesc Antich compareix al Parlament, a petició del PP, per tal d'informar sobre les acusacions vessades contra l'anterior executiu relatives a un
suposat espionatge polític. Casualment, pocs dies abans, Jaume Matas fou nomenat Ministre de Medi Ambient pel senyor Aznar. Antich explicà que els mesos d'octubre i desembre de 1998 van desaparèixer del registre de l'empresa Baleares Innovación Telemática, S.L. (Bitel). Afirmà que era altament sospitós que en dos anys que va durar el redireccionament, justament durant els tres mesos que l'ordinador del senyor Quetglas rebé més correus, entre octubre i desembre del 98, resultava que havia desaparegut el registre de correus de Bitel durant aquests mesos.
El presumpte autor material del readreçament del correu electrònic de Francesc Quetglas cap al Consolat de Mar no tenia cap relació contractual amb Baleares Innovación Telemática (Bitel) en el moment de produir-se els fets, segons fonts del servidor telemàtic semipúblic. Es tracta d'Esteban Luengo Simón, que mesos després, concretament el maig del 1998, obtingué un contracte indefinit a Bitel, on passà a ocupar el càrrec de cap de l'àrea de Desenvolupament. El Dijous Sant Luengo prestà declaració davant el jutge. Fonts relacionades amb Bitel van explicar que l'exconseller delegat de l'empresa, Enric Adán, acomiadat per pèrdua de confiança, intentà encobrir Luengo en el primer consell d'administració celebrat després de descobrir-se el presumpte espionatge. D'acord amb les fonts, el representant de Telefònica al consell d'administració de Bitel proposà l'obertura d'un expedient informatiu a l'autor material del readreçament. Adán, que atribuí els fets a un error tipogràfic, replicà que aquesta persona ja no treballava al servidor. No obstant això, Esteban Luengo Simón continuà mantenint-hi la relació laboral que s'inicià el maig del 1998, mesos després que els e-mails de la Comissió d'Urbanisme començassin a arribar a l'ordinador de Sebastià Vallori, secretari personal de l'aleshores president del Govern, Jaume Matas.
El Govern Antich estudià la possibilitat de querellar-se contra l'Executiu Matas per un pagament sense justificar a l'empresa Equiof 97, que realitzava el manteniment dels repetidors televisius a Menorca i a Eivissa, sense que hi hagués constància oficial de cap encàrrec. La denúncia, segons va declarar el director general de Presidència, Damià Cànoves, podria plantejar-se contra José Juan Novas, exdirector general de Noves Tecnologies, que signà el pagament; contra Manuel Ferrer, exconseller de Cultura, que hi donà el vistiplau; o contra el Govern Matas en ple, que l'aprovà. El maig de 1999, Equiof presentà una factura al Govern per un import de 17,2 milions més IVA. El president Antich en la compareixença parlamentària afirmà que "Equiof es dedica al manteniment dels repetidors televisius de Menorca i d'Eivissa i ho fa amb una trama de factures que encara no hem arribat a aclarir". El cap de l'Executiu sostingué que els tècnics de l'Administració autonòmica van valorar en set milions "a tot estirar", aquestes feines de manteniment.
L'empresa Bitel va tenir un dèficit de 127 milions de pessetes l'any 1998. A aquesta xifra s'han d'afegir 80 milions més de dèficit arrossegat; una situació econòmica que va provocar una ampliació de capital de 100 milions de pessetes per part dels socis accionistes precisament el mateix any en què Bitel va concedir un crèdit de 50 milions a l'empresa Equiof 97.
"CIM" és el primer que apareix en la pantalla d'un ordinador de Bitel quan s'hi introdueix la paraula "president" per procedir a un redireccionament. Aquesta informació apareix en l'"Acta de comprovació del funcionament del correu electrònic" emesa pel grup de Delinqüència Econòmica de la Policia Nacional. D'altra banda el jutge instructor va sol·licitar al Govern que aportés el vídeo en què Jaume Matas apareix exhibint un document intern del Pacte de Progrés, que, segons l'Executiu, només podia haver sortit de l'e-mail de Francesc Quetglas.
Vallori va declarar el 5 de juny del 2000 en el Jutjat d'Instrucció número 9 de Palma que actuava a les ordres de Francisca Pascual, qui llavors era secretària de Matas. Vallori va reconèixer haver rebut només dos e-mails desviats de la Comissió Insular d'Urbanisme en dates que no va saber precisar i que foren esborrats sense saber el seu contingut. En l'encapçalament dels esmentats correus no figurava de qui procedien, però no eren del Govern balear. El "funcionari per oposició, de designació", com va ser definit Vallorí pel seu advocat en tres ocasions, tenia un ordinador ubicat a escassos metres del despatx de Matas amb una clau d'accés que era coneguda, com a mínim, per tres persones més. "N'hi ha que eren funcionaris i n'hi ha que no", va afirmar el lletrat, qui a continuació en va treure conclusions: "Hi haurà més declaracions, entre les quals figuren alguns dels seus superiors". Les tres persones que tenien accés a l'ordinador de Vallori eren dues secretàries i un superior, però Wencelbalt va obviar els tres noms, tot i afirmar que el seu client els havia pronunciat davant del jutge Enrique Morell. L'horari de feina del funcionari que acabava la jornada laboral a les 15 hores, permetia que qualsevol persona podia accedir a l'ordinador de Vallori, obert tot el dia.
Francesca Pascual Canet, secretària personal de Jaume Matas, va reconèixer el 27 de juny del 2000 davant del jutge que instrueix el cas Bitel que en l'ordinador del funcionari Sebastià Vallori s'havien rebut dos correus electrònics readreçats des de la Comissió Insular d'Urbanisme (CIU) del Consell Insular de Mallorca (CIM). Així mateix, Pascual va aclarir que l'aleshores president Matas no va ser informat sobre aquesta anomalia. A banda de Pascual, també declararen en qualitat d'imputades, en el Jutjat d'Instrucció número 9 de Palma les altres dues secretàries que tenia Matas en el moment de produir-se el redireccionament, Belén Perera i Isabel Ensenyat.
Les tres tenien accés a la clau i el número d'usuari de l'ordinador personal de Vallori, pel fet que eren d'"absolutissima" confiança de Matas, segons el seu misser. Pascual i Perera feren sengles declaracions coincidents amb la que ja va fer Vallori, quan va reconèixer que s'havien rebut dos e-mails procedents del CIU, quan aquest estava presidit pel socialista Francesc Quetglas. "La declaració ha anat bé, coincideix amb la del senyor Vallori", va dir en aquest sentit Perera. "La senyora Pascual era la cap secretària del senyor Matas i no coneixia el funcionament detallat del sistema informàtic, però sí a grans trets", va afegir el misser, que va parlar en tot moment en nom de la seva defensada. Pascual va reconèixer que va ordenar a Sebastià Vallori que ho comunicàs al departament d'informàtica del Govern.
La presumpta víctima del cas, Francesc Quetglas, va acudir el 28 de setembre del 2000 a declarar per primera vegada al Jutjat d'Instrucció número 9 de Palma des que es va destapar l'afer. Quetglas, que era el titular de la Comissió Insular d'Urbanisme (CIU) del Consell Insular de Mallorca (CIM) durant els fets, va declarar que considerava demostrat que el document que va exhibir Jaume Matas en el Parlament balear quan era president del Govern balear va sortir del seu correu electrònic i no del Fòrum Ciutadà, com adduí el PP. Va reconèixer un moviment d'entrada i sortida d'alguns centenars de documents en el seu ordinador, va acceptar la invitació del jutge instructor del cas, Enrique Morell, de personar-se en la causa. En la caràtula de l'informe llegit per Matas, es llegeix el títol Criteris pel Pla Territorial de Mallorca. Bases de l'enquadrament. Document intern de treball, i en el document del Fòrum s'hi afegia el logotip del CIM. A més, Matas llegí frases que hi havia en el document del correu electrònic de Quetglas, però que havien estat eliminades en el Fòrum.
El perit del Govern balear en el cas, Miguel A. Gallardo, va presentar el 20 d'octubre un document de consideracions i peticions davant del jutge instructor, Enrique Morell, en el qual demanà que aquest sol·licitàs la compareixença del cap de Gabinet del Ministeri de Medi Ambient, Javier Mato. L'advocat de l'Executiu autonòmic, Gabriel Garcias, va donar trasllat de les dites demandes. El motiu de la demanda de Gallardo rau en el fet que el readreçament del correu electrònic des de la Comissió Insular d'Urbanisme al correu electrònic del funcionari de Presidència Sebastià Vallori, va tenir lloc el mes de febrer de 1998, una setmana després del readreçament del correu electrònic de Mato. Exactament, el readreçament de l'aleshores cap de Gabinet de Presidència, es va fer des de l'adreça jmato@bitel.es a jmato@informat.caib.es. La incògnita que es pretenia desvelar, és què va passar realment perquè dues ordres de readreçament idèntiques esdevinguessin dos resultats tan diferents. Mentre que el forward en l'e-mail de Mato va reeixir, l'ordenat des del gabinetdel-president@bitel.es a svallori@gabpresi.caib.es i va derivar en un suposat cas d'espionatge informàtic. El cap de projectes de Bitel, Esteban Luengo, va declarar a la Policia el dia 4 d'abril que com que no estaven unides les paraules "gabinet del" per un guió va entendre que es tractava del compte president@bitel.es, que en realitat corresponia a Francesc Quetglas, president del CIU en el CIM.
Diversos membres del Grup de Delictes Informàtics de la Direcció General del Cos Nacional de Policia, amb seu a Madrid, es van queixar de la manca d'infraestructura per analitzar el material informàtic lliurat per l'empresa Bitel i pel Govern balear. D'altra banda, la víctima del readreçament informàtic, Francesc Quetglas, acostumava a autoenviar-se el treball que realitzava en el seu ordinador personal, que remetia a la seva adreça electrònica en el Consell Insular de Mallorca, quan era el titular de la Comissió Insular d'Urbanisme. El fet que la Policia tengués dificultats materials per inspeccionar les proves lliurades al jutge instructor del cas, Enrique Morell, va fer que aquest no sabés amb exactitud quin és el seu contingut. Les proves eren concretament, dues còpies de seguretat, una de Bitel i una altra del sistema informàtic del Govern balear.
El llavors diputat autonòmic del Partit Popular (PP) Cristòfol Huguet, que era director general d'Ordenació del Territori quan es va produir el redireccionament informàtic, va declarar el 9 de novembre davant del jutge que instruïa les diligències, Enrique Morell. Huguet, que va declarar en qualitat de testimoni a petició de l'advocat Rafael Parera, no va aclarir l'origen del document que l'aleshores president, Jaume Matas, va llegir en el Parlament balear i que el mateix Matas va atribuir a una filtració. Segons Parera, Huguet coneixia el document sobre els criteris del Pla Territorial de Mallorca elaborat per la Comissió Insular d'Urbanisme, presidida pel socialista Francesc Quetglas, "tres o quatre setmanes" abans que el text fos distribuït en el Fòrum Ciutadà que va tenir lloc el 24 de setembre de 1998 en un conegut hotel de Palma. El diputat va declarar que no havia assistit a aquelles jornades perquè no hi havia estat convidat, però que algú que no recorda li va fer arribar el document i el va "comparar" amb el que ja tenia, i que tampoc "no sap com va arribar a les seves mans", i hi havia algunes diferències, segons Parera: "L'única cosa que va distingir és que la portada del text que ell ja tenia d'abans no tenia dels anagrames del Consell Insular de Mallorca, però que el contingut pràcticament coincidia, s'havien canviat alguns epígrafs de l'índex i algunes variacions accidentals, però el document era en els fons el mateix". Huguet va remetre el document al conseller de Medi Ambient i Ordenació del territori, Miquel Ramis. L'advocat de la víctima del suposat cas d'espionatge, Antonio Diéguez, va dir que la declaració d'Huguet "confirma la tesi de la punxada electrònica que ha donat base a la denúncia". A més, desmenteix la tesi defensada pel diputat Joan Flaquer, qui va defensar que el PP havia obtingut el text en el Fòrum Ciutadà.
L'advocat del Govern balear en el suposat cas d'espionatge informàtic, Gabriel Garcias, va remetre una sol·licitud al jutge instructor del cas, Enrique Morell, en què l'instava a requerir al servidor informàtic particular de Francesc Quetglas, la víctima de l'afer, una còpia de l'arxiu del correu d'aquest. La intenció de la demanda era comparar aquest arxiu amb la còpia lliurada per l'empresa Bitel per tal d'omplir els buits que presentava. El període sol·licitat corresponia als anys 1998 i 1999, que comprèn el temps en què va ser operatiu el readreçament. Cada diumenge a la nit, Quetglas s'enviava un correu electrònic des del seu ordinador particular al seu compte del CIM, que obligatòriament havia de ser reenviat a Vallori. La intenció de l'advocat de l'Executiu era contrastar la quantitat de missatges que Quetglas es va enviar al CIM des de casa seva amb la còpia lliurada per Bitel en el Jutjat d'Instrucció número 9 de Palma. El servidor de Quetglas actuà, en termes judicials, com a perit testimoni; això és, com a persona experta en informàtica i que, a més, és part de la història. És per aquest motiu que Garcias va proposar al jutge instructor i a instàncies del perit judicial del Govern, Miguel Àngel Gallardo, que fos el mateix administrador del servidor particular de Quetglas qui analitzàs l'enviament de missatges del seu client.
L'exconseller de Medi Ambient del Govern del Partit Popular, Miquel Ramis, admeté el 13 de gener de 2001 que va ser ell mateix qui facilità els documents a l'expresident Jaume Matas. Ramis tingué accés a aquests papers mitjançant l'exdirector general d'Ordenació del Territori, Cristòfol Huguet. No obstant això, l'extitular de Medi Ambient no sabé explicar com havien arribat aquests documents a Huguet. "En aquell moment s'estaven elaborant les Directrius d'Ordenació del Territori (DOT) i hi havia una ingent quantitat de documentació que s'estava manejant. Dins aquesta, efectivament el mes de setembre (de 1998) varen tenir coneixement d'unes directrius que havia elaborat el Consell Insular per redactar el Pla Territorial de Mallorca". Miquel Ramis afegí que "és impossible saber com arribaren, perquè era una pràctica habitual l'intercanvi de documentació entre totes les administracions que en aquell moment tenien competències en territori". L'exconseller qualificà aquests textos com de caràcter quasi filosòfic, sense grans concrecions.
Tant Rafael Perera, com a defensor de Sebastià Vallori; com Gabriel Garcias, misser de l'Executiu autònom i Antoni Diéguez, advocat de Francesc Quetglas, demanaren còpies dels arxius informàtics del dia 26 d'octubre de 1998 de tota la Comunitat Autònoma, quan suposadament s'haurien produït els readreçaments del correu electrònic des del CIM a l'ordinador de Vallori. La prova pericial tingué la seu en la conselleria que presidia Misericòrdia Ramon, perquè en les seves instal·lacions hi havia un ordinador que permetia fer les còpies i després formatar-les per tal que poguessin ser utilitzades per un ordinador normal. La sessió es realitzà amb la presència de la secretària del Jutjat d'Instrucció número 9 de Palma, del qual és titular Enrique Morell, i també d'experts informàtics policíacs. Segons declarà Antoni Diéguez, el procés consistí a "passar una còpia de seguretat del servidor corporatiu de la Comunitat Autònoma a un sistema que en permeti la lectura des de qualsevol ordinador", amb l'objectiu que els perits informàtics designats per les parts personades en aquest assumpte poguessin concloure com més aviat millor el seu dictamen.
Un misser del Govern balear serà present el 22 de febrer de 2001 a Madrid a la declaració que feu davant el jutge l'excap de premsa del Consolat de la Mar Javier Mato en relació al cas Bitel. Declarà davant la jutgessa d'Instrucció número 14 de Madrid com a testimoni i digué que no tenia cap coneixement del document exhibit per Jaume Matas en el debat de l'estat de la Comunitat mantingut el novembre de 1998, que contenia els plans urbanístics del Consell de Mallorca, governat pel Pacte de Progrés. Javier Mato reconegué davant la jutgessa que ell havia participat en l'elaboració del discurs de l'expresident del Govern, però rebutjà tenir cap coneixement d'aquest document.
Per altra banda, Antoni Diéguez, advocat de Francesc Quetglas, considerà que era "inevitable" que l'expresident del Govern Jaume Matas, declaràs com a imputat en aquest assumpte. Diéguez digué que per prevenció s'havia d'oferir a Jaume Matas la possibilitat de defensar-se.
L'informe elaborat pel perit designat pel Govern, Miguel Àngel Gallardo, concloia que "és molt difícil sostenir qualsevol alternativa d'innocència, casualitat o error" en un missatge rebut per correu electrònic pel llavors responsable d'Urbanisme del CIM, Francesc Queglas, que s'ha trobat en l'ordinador de la Presidència del Govern. Aquest missatge, enviat per un militant socialista a l'ordinador personal de Queglas en el CIM l'octubre de 1998, tractava de l'estratègia a seguir a les Balears després de la celebració de les eleccions primàries en el PSOE i mai no fou fet públic. Aquest perit va trobar l'arxiu seny.txt en el directori que es corresponia amb el grup gabpresi, un text elaborat per militants socialistes. A l'ordinador on es trobà aquest document hi tenien accés els imputats: Francesca Pascual, Sebastià Vallori i Belén Perera, membres de la secretaria de l'excap del Govern amb el Partit Popular, Jaume Matas. Francesc Queglas confirmà que havia rebut aquest document, elaborat per un militant del PSOE, ideat per obrir un debat sobre el tema de les eleccions primàries socialistes i havia de ser publicat en els mitjans de comunicació amb les signatures del mateix Queglas, Mercè Amer i Antoni Alemany.
Francesc Quetglas va concedir una entrevista el 9 d'abril de 2001 al diari El País, en la que, entre d'altres, va afirmar que sempre va sospitar de la gran capacitat d'anticipació que el PP tenia sobre projectes legals i reformes territorials i el seu alt grau de coincidència amb els seus, sense haver estat difosos.
El PSIB-PSOE també es personà a la causa. Pel PSIB, s'havia provat que el correu de l'exresponsable d'urbanisme del CIM en la passada legislatura, Francesc Quetglas, fou redirigit cap al gabinet de Presidència de l'aleshores titular de l'Executiu, Jaume Matas. Concretament, s'havien comptabilitzat fins a 30 correus que arribaren a l'expresident.
L'exdirector tècnic de l'empresa Bitel, Albert Amengual Solán, va confirmar el 15 de maig de 2001 l'existència d'un pacte de silenci entre les persones que varen prestar serveis a l'empresa quan la causa judicial va saltar als mitjans de comunicació. Amengual va fer aquestes manifestacions davant del jutge. Aquestes declaracions, que es varen allargar per espai de més de dues hores, les va realitzar en qualitat de testimoni. Amengual va dir que aquest acord tàcit havia estat impulsat per un altre tècnic de Bitel, Josep Lluís Vidal Planas. Així almanco ho va confirmar un dels advocats que varen ser presents durant la compareixença judicial. Un altre dels lletrats presents a la declaració d'Amengual va explicar que aquest no recordava alguns detalls de tot el que havia passat en haver-se detectat el possible redireccionament del correu electrònic de Quetglas. A més, el mateix lletrat va qualificar la compareixença com d'excessivament tècnica.
El titular del Jutjat d'Instrucció número 9 de Palma, Enrique Morell, dictà el 17 de maig una providència que delimitava la part de les cintes informàtiques que serien objecte de peritatge pels especialistes designats per les parts personades en el procés judicial. La mesura va ser acollida de diferent manera entre els advocats que representaven els implicats i els perjudicats en aquest assumpte.
El dictamen de Miguel Àngel Gallardo, perit designat pel Govern, qüestionà el destí de més de cent missatges electrònics que anaven dirigits a l'expresident del Govern, Jaume Matas, i que romangueren "bloquejats" a Bitel des de febrer del 1998 fins que esclatà l'escàndol, l'abril del 2000. Aquesta teoria intenta demostrar que no fou una casualitat el presumpte cas d'espionatge electrònic i l'informe, l'igual que el realitzat per Damià Vidal per la part dels imputats en el cas Bitel. Així, mentre el dictamen de Vidal conclou que el redireccionament pot haver estat un error, Gallardo defensa que l'exsecretari de Matas, l'imputat Sebastià Vallori, havia d'adonar-se que rebia correus que no eren seus i que, a més, els dirigits a l'expresident no arribaven al seu destí.
Un dels perits que ha elaborat l'informe demanat pel jutge, atribueix a Javier Mato, excap de premsa del Govern balear en temps del PP, "un alt i profund coneixement pràctic, amb eficaç control de les opcions i característiques dels redireccionaments realitzats a Bitel". D'acord amb l'informe de l'especialista en noves tecnologies forenses contractat pel Govern, Miguel Àngel Gallardo, "és probable que existeixi una relació entre el coneixement de l'error, el que, en la meva opinió pot parèixer un error, però que també pogués ser qualque cosa que intencionadament pogués pretendre que semblàs un error".
L'advocat dels imputats, Rafael Perera, acusà el perit designat pel Govern, Miquel Àngel Gallardo, d'envair les funcions del jutge. Gallardo i l'especialista designat pels imputats, Damià Vidal, compareguen davant el jutge per ratificar els informes realitzats que explicaven la "punxada" informàtica. Ambdós perits coincidiren que es produí un redireccionament del correu electrònic de Quetglas, però discrepen de la intencionalitat del fet. Perits, advocats, jutge i funcionaris es tancaren en la sala d'audiència durant quatre hores per escoltar els experts. Només sortiren al migdia, després que Miguel Àngel Gallardo abandonàs el recinte molt nerviós denunciant que "això és indecent. Només em demanen que contesti sí o no i no em deixen ni parlar". El mateix Rafael Perera definí els fets com una sessió molt llarga en què hi hagué una gran tensió. Les crítiques del lletrat a Gallardo se centraren en la tasca pròpia d'un perit.
L'ordre que rebé via correu electrònic Esteban Luengo, el treballador de Bitel que havia de readreçar el compte informàtic de l'expresident del Govern Jaume Matas i que finalitzà amb la punxada electrònica a l'exresponsable d'Urbanisme del CIM, Francesc Quetglas, ha desaparegut, segons informà l'advocat de l'acusació particular, Antoni Diéguez. Diéguez assegurà als passadissos del Jutjat que en els informes inicials de Bitel ni tan sols constava cap referència a la seva existència. Antoni Diéguez afirmà que Esteban Luengo, el becari de Bitel que no havia treballat mai amb el Govern, admeté que rebé aquesta ordre d'un altre tècnic de l'empresa, Albert Amengual, per correu informàtic, i aquest missatge consta en la relació de correus analitzats. "Si tots menys aquest hi són, és perquè algú l'ha fet desaparèixer voluntàriament". Per Diéguez, aquest fet "és importantíssim", perquè des del moment en què l'ordre original no figura "no podem saber quines eren les instruccions d'Esteban Luengo i tampoc no sabrem mai si fou un error o una operació intencionada". No obstant això, l'advocat de Quetglas creia que el més important era saber si la informació que arribava al compte de l'exsecretari de Matas Sebastià Vallori s'utilitzava amb objectius polítics, "i això ja s'ha demostrat". El fiscal que investiga el cas, Miguel Àngel Anadón, cità a declarar com a imputats Esteban Luengo i Josep Lluís Vidal, de Bitel, i Gabriel Buades, responsable de Tecnologia del Govern en temps del PP. També hi comparegué Francesc Quetglas, per explicar com havia arribat al Consolat de la Mar un document intern del Partit Socialista. Lluny de les possibilitats d'arxivar la causa, el fiscal ha demanat noves proves documentals al Govern balear. Per Rafel Perera, en aquest tema no s'ha produït cap fet irregular, sinó que és un "simple error i no un acte intencionat" sense cap delicte, ni greu ni lleu, raó per la qual la causa s'hauria d'arxivar.
Francesc Quetglas, va reiterar davant del jutge d'instrucció Enrique Morell la seva condició de "víctima d'un cas d'espionatge polític". Quetglas va indicar que hi havia dues proves de la suposada punxada. En la seva declaració, Quetglas va identificar com a propi i privat un dels documents arxivats en els discs informàtics de la secretaria de Matas.
Els especialistes de la Brigada de Delictes Econòmics del Cos Nacional de Policia rastrejaren el 06 d'octubre de 2001 l'ordinador de l'exsecretari de Jaume Matas quan era president del Govern. Per l'advocat de Vallori, Diego Wencesblat, aquesta diligència, que va suposar la gravació d'un disc compacte de 60 megabits que conté part dels arxius de l'ordinador del seu patrocinat, "no aporta cap novetat que pugui alterar el que s'ha fet fins ara". Wencesblat considerà que la causa s'arxivaria. Per la seva part, per Antoni Diéguez, advocat de Quetglas, el més important d'aquesta actuació era que s'havia confirmat l'habilitat de Vallori en l'ús de l'ordinador, en contra del que s'havia manifestat. Per Diéguez, la informació sobre el cas estava en el disc compartit entre les terminals informàtiques de Vallori i Presidència, on es van trobar els arxius que provaven el suposat redireccionament dels correus de Quetglas: el document exhibit per Matas en el Parlament el 1998 i l'anomenat seny.txt, que és un informe intern del PSIB que es rebé també a la Presidència del Govern. Damià Vidal, perit designat per la defensa que encapçala Rafael Perera, va explicar que trigarien dies a esbrinar el contingut dels discs compactes distribuïts a les parts, mentre Perera va assegurar que una vegada analitzats, el resultat podria reforçar l'acusació o la defensa del cas Bitel.
Enrique Morell, el jutge hagué d'autoritzar la sortida de la cinta en què estava la còpia de seguretat de l'ordinador del Govern cap a la seu de la Conselleria d'Innovació i Energia per tal d'analitzar-la. Amb l'estudi de la cinta s'intentava fixar qui fou la persona que accedí al fitxer seny.txt que rebé Francesc Quetglas en el seu ordinador del CIM i que acabà en el directori gabpresi, corresponent al gabinet de Matas. Fonts relacionades amb el cas assenyalaren que l'aparició d'aquest fitxer és la prova més determinant sobre el presumpte espionatge informàtic a Quetglas. El disc dur de Vallori s'havia netejat amb un procés molt acurat i s'havia esborrat quasi tot.
Una nova prova pericial realitzada a la Conselleria d'Innovació i Energia apuntà que fou l'exsecretari de Jaume Matas en el Consolat, Sebastià Vallori, qui manipulà i guardà l'arxiu seny.txt al disc dur compartit de Presidència quan Matas era el titular del Govern. Una altra novetat d'aquesta prova pericial, feta en presència d'una comissió judicial i de les parts personades, fou l'aparició d'un quart usuari del disc dur, juntament amb Sebastià Vallori, Isabel Ensenyat i Belén Perera. Es tractava del funcionari Rafael Rodríguez Solé, malgrat que en principi es descartà que tengués cap participació en la manipulació de l'arxiu seny.txt.
Antoni Diéguez, advocat de l'acusació particular del cas, assenyalà en el seu escrit presentat el desembre de 2001 en el jutjat 9 de Palma, en què sol·licità la citació com a imputat de l'expresident del Govern, Jaume Matas, que coneixia l'existència de l'espionatge electrònic a Francesc Quetglas. "Matas, en la seva compareixença en el Parlament, feu constar de forma expressiva i reiterada que disposava del document urbanístic malgrat que era de caràcter intern del grup polític socialista, al qual pertany Quetglas", indica Diéguez.
Un dels informes pericials de la Policia demanats pel fiscal del cas, Miguel Àngel Anadón, conclou que no es pot determinar que fos l'imputat Sebastià Vallori, exsecretari de Jaume Matas quan era cap del Govern balear, la persona que arxivà el fitxer seny.txt en el disc compartit de Presidència. L'informe pericial, realitzat per la Unitat de Delictes Tecnològics de la Comissaria General de la Policia Judicial, també assenyalava respecte del codi d'usuari suposadament utilitzat per Vallori per accedir al seu ordinador de Presidència (13244), que les diligències practicades fins al moment feien impossible esbrinar si, efectivament, corresponia a Sebastià Vallori o a qualsevol altre, excepte per la informació facilitada pel responsable de l'administració informàtica. L'explicació donada per la Unitat de Delictes Tecnològics és que aquest document físicament estava ubicat en l'ordinador assignat a Vallori, independentment que, a més de Vallori, tenien permís de lectura, escriptura i execució altres usuaris. Entre ells figuraven Rafael Rodríguez Solé, Belén Perera Vich i Maria Isabel Ensenyat Puigdorfila.
Sebastià Vallori, exsecretari de Jaume Matas quan aquest presidia el Govern balear, va negar per segona vegada davant del jutge del cas Bitel que espiàs o manipulàs el correu electrònic de Francesc Quetglas. El seu advocat, Diego Wencenblat, sol·licità al jutge que arxivàs la causa perquè no hi havia cap indici de delicte. El seu advocat va explicar que Vallori va dir al jutge que desconeixia el contingut de l'arxiu "seny.txt", i va insistir que la seva clau, com la de la resta dels seus companys, s'anotava en un registre i qualsevol podia obtenir-la. També va declarar com a imputat el funcionari del Govern de les Illes Balears Rafael Rodríguez Soler, que també tenia accés a l'ordinador investigat pel jutge, encara que va negar reiteradament qualsevol vinculació amb el cas. També comparegueren, el llavors director general d'Ordenació del Territori, Manuel Cabellos, i el funcionari Fernando Monar, que va ser la persona que va enviar l'arxiu polèmic a Francesc Quetglas.
La Junta de Fiscals de les Balears donà suport per unanimitat a la petició plantejada pel fiscal designat en el cas Bitel, Miguel Àngel Anadón, perquè l'en aquell moment ministre de Medi Ambient, Jaume Matas, prestàs declaració en la causa que instrueix el jutge d'instrucció i que suposaria la seva inhibició davant el Tribunal Suprem. La pretensió del fiscal Anadón perquè Matas comparegui davant el jutge coincideix amb l'acusació particular en el sentit que veuen suficients indicis per a l'obertura de judici oral.
La Secretaria General Tècnica de la Fiscalia General de l'Estat va demanar als fiscals de les Balears informació complementària del cas Bitel per tal que Jesús Cardenal, fiscal general, tengués tota la documentació abans de prendre la decisió d'imputar el llavors ministre de Medi Ambient, Jaume Matas. Concretament, aquest òrgan judicial va reclamar els informes dels perits de les parts: Damià Vidal, per la defensa; i Miguel Àngel Gallardo, contractat pel Govern (personat en la causa), a més dels realitzats per tècnics de la Policia. Igualment, volgué estudiar el contingut de les declaracions de testimonis i imputats en el cas.
El jutge d'instrucció 9 de Palma, Enrique Morell, arxivà el 20 de febrer de 2002 el cas Bitel perquè estimava que no existeixen indicis racionals de readreçament indegut del correu de Quetglas al de Presidència del Govern, en temps de Jaume Matas, ni tampoc que hi hagués intencionalitat ni de descobrir els seus secrets ni de vulnerar la seva intimitat. La resolució judicial rebutjà també que l'expresident Jaume Matas i els imputats en la causa, entre ells Sebastià Vallori, membre de la secretaria de Matas, s'haguessin aprofitat de les circumstàncies per apoderar-se dels missatges personals de Quetglas. El jutge Morell assumí un fet indiscutible: existí un indegut readreçament, mitjançant el qual tots els correus de Quetglas des del 10 de març del 1998, quan era responsable d'Urbanisme del CIM, fins que es posà la denúncia el 30 de març del 2000, tenien també com a destinatari el compte de Vallori. Aquesta evidència l'explicà el jutge com un error i no una operació intencionada. Per argumentar aquesta afirmació, el magistrat es basà no tan sols en els informes pericials, sinó en una simulació audiovisual informàtica realitzada en 51 segons en el jutjat. Basant-se en aquesta prova, Enrique Morell explicà el readreçament per la multitud d'errors tècnics i manca de control de Bitel i la utilització d'un suport informàtic deficient o, almenys, insuficient. "El programa PostOffice, versió 3.2.1. (emprat per Bitel) tenia una alta probabilitat d'incórrer en errors en la selecció dels comptes de correus que es volien readreçar, especialment si es valora que la persona que realitzà l'operació (un becari sense contracte) no tenia la suficient experiència per executar dites operacions". Segons la resolució, la intencionalitat al·legada pel perit del Govern, Miguel Àngel Gallardo, només es basa en sospites a les quals falta el necessari rigor per articular una acusació concreta contra els imputats.
El magistrat Morell exposa la seva tesi de com arribà el document a les mans de Matas: "Mitjançant Cristòfol Huguet i Miquel Ramis, director general i conseller, respectivament, amb l'exgovern del PP". Segons la resolució, aquest document no era secret, ja que s'havia difós en un acte públic en un hotel de Palma. No obstant això, existeix altre arxiu que aparegué a l'ordinador de Vallori: el seny.txt, un document intern del PSIB sobre les eleccions primàries socialistes. També rebutjà el jutge aquesta prova, ja que considerava que no s'havia pogut determinar la procedència del fitxer, que podia provenir d'un disquet, d'un CD-Rom o de qualsevol altre mitjà. Enrique Morell va arxivar l'assumpte abans fins i tot que es pronunciàs el fiscal general de l'Estat, Jesús Cardenal, sobre la petició del fiscal designat en el cas, Miguel Àngel Anadón, perquè declaràs Jaume Matas com a imputat, que rebé el suport unànime de la junta de fiscals de les Balears. Segons l'acte, no hi havia indicis de criminalitat que permetin elevar les actuacions a la Sala Segona del Tribunal Suprem.
La Fiscal General de l'estat va determinar que de la documentació del cas Bitel no es desprenien dades suficients per considerar que el llavors ministre de Medi Ambient, Jaume Matas, fos coneixedor i consentís l'apropiació d'uns correus electrònics. Aquest organisme presidit per Jesús Cardenal tampoc no creié que s'hagués demostrat que aquests correus s'haguessin obert ni llegit. Per la Fiscalia General, l'acta d'arxivament dictada pel jutge instructor, Enrique Morell, mostrava que els indicis de la comissió de delicte per part de les persones imputades estaven mancats de la necessària consistència. Per aquests motius, la Fiscalia entenia que no era procedent presentar cap recurs contra l'acta d'arxivament amb la finalitat de sol·licitar l'elevació del cas al Tribunal Suprem per la possible imputació de Matas com a aforat, ni tampoc per deixar sense efecte l'arxivament respecte de la resta d'imputats. La Fiscalia de les Balears estava a l'espera d'aquesta resolució per presentar un recurs davant l'Audiència Provincial contra l'arxivament del jutge instructor. No pensava així el Govern balear, que anuncià que presentaria un recurs, mitjançant el seu misser, Gabriel Garcías, contra l'acta d'arxivament, ja que creia que s'havia comés un delicte de presumpte espionatge informàtic. Després d'expressar el seu respecte per les decisions judicials, Garcías manifestà que el jutge instructor havia d'haver esperat l'informe fiscal, a la vegada que entenia que existien elements de forma suficient perquè es revoqués aquesta resolució judicial.
La Unió Progressista de Fiscals (UPF) va acusar el fiscal general de l'Estat, Jesús Cardenal, de violar les obligacions constitucionalment atribuïdes al Ministeri Fiscal en atemptar greument contra la imparcialitat per la seva actuació en els casos Formentera i Bitel. Segons expressava el seu secretari general, Antonio Camacho Vizcaíno, Cardenal va obstaculitzar l'actuació de la Fiscalia de les Balears en el cas Formentera, i a Bitel, ha impedit mitjançant un subterfugi que es presenti l'escrit subscrit de manera unànime per la Junta de Fiscals illenca, en el qual se sol·licitava la imputació de Jaume Matas. La UPF es va fer ressò que la Fiscalia de Balears, en un cas per unanimitat i en l'altre per aclaparadora majoria, acordà demanar la imputació del llavors president del Partit Popular a les Balears, Jaume Matas. La Unió Progressista de Fiscals opinà que l'equip de Cardenal va actuar amb diligència per rebutjar la presentació d'un recurs contra l'arxivament del cas Bitel. Per l'associació, les dues actuacions de Cardenal comprometien greument la imatge de la Justícia, ja que l'afavoria la percepció que existia un tractament diferent dels ciutadans. Per la seva part, Antonio de Vicente Tutor, fiscal en cap de Balears, indicà en un comunicat que el fiscal ha d'informar l'opinió pública, en contra de les manifestacions en sentit contrari de determinada gent.
La visualització de la cinta de vídeo del debat de l'estat de la Comunitat Autònoma del 1998 fou un dels eixos de la vista que se celebrà el dia 22 de maig de 2002 a l'Audiència Provincial de Palma on es veren els recursos presentats per l'acusació particular, el Govern i Esquerra Unida contra l'arxivament del cas Bitel decretat pel jutge d'instrucció 9, Enrique Morell. L'Audiència va acceptar la petició de l'advocat Antoni Diéguez, que defensava els interessos de Francesc Quetglas, perquè els magistrats coneguessin les paraules de Jaume Matas en el debat quan era president del Govern. En el seu recurs, Antoni Diéguez demanà que, en ser la declaració de Jaume Matas com a imputat part essencial d'aquest recurs, per convèncer el tribunal era necessari conèixer la seva intervenció davant el ple del Parlament. Va ser la mateixa cambra la que va certificar l'autenticitat de l'escena protagonitzada per Matas.
La resolució de l'Audiència de Palma de revocar l'arxivament del Cas Bitel i el posterior enviament de les actuacions al Tribunal Suprem es fonamentà, segons la decisió judicial, perquè es considerà prematur l'arxiu i el tancament de la fase d'instrucció i estimà convenient que li fos rebuda declaració al ministre Jaume Matas. En la resolució també s'assenyalà que la declaració de Matas hauria de ser en qualitat d'imputat i argumentà que la raó és la d'assegurar la plena efectivitat del dret de defensa. Així mateix, s'afegí que són raons estrictament jurídiques i respectuoses amb el principi d'igualtat les que mostren la conveniència de prendre declaració a Matas. La Secció Segona de l'Audiència, integrada pel seu president, Joan Catany Mut, i els magistrats Eduardo Calderón i Francisco Javier Mulet, aquest darrer com a ponent, va establir que la instrucció no hauria finalitzat fins que Jaume Matas expliqués com arribà a les seves mans el document exhibit en el debat de l'estat de la comunitat del 1998.
Mentre els passadissos del Parlament balear eren un constant rumor al voltant del cas Bitel. Un dels comentaris "no contrastats" que es feien indicava que el ministre Matas hauria telefonat al jutge Catany per saber si era cert que demanaria la seva imputació al Tribunal Suprem. Pels corredors s'afirmava que Matas digué a Catany: "No em pots fer això!". La resposta de Catany hauria estat penjar-li el telèfon.
El tinent fiscal del Tribunal Suprem, José María Luzón Cuesta, elevà el 12 de juliol de 2002 a la Sala Segona l'informe en el qual s'oposà que Jaume Matas declaràs com a imputat en el cas Bitel. "La sol·licitud de declaració d'un aforat, en concepte d'imputat, s'ha de basar en les dades objectives que constin en la causa, i no en la hipotètica, eventual i, per descomptat, impensable confessió de la comissió d'una activitat delictiva que no té base en les actuacions" El fiscal Luzón assenyalà que no estava provat que el redireccionament del correu electrònic de Francesc Quetglas, al compte del secretari de Matas, Sebastià Vallori, fos intencionat en lloc d'un error, ni que es produís un aprofitament maniqueu de l'error, i encara menys alguna intervenció del senyor Matas, ja que Vallori no tractava directament amb ell, sinó amb la seva secretària, Francesca Pascual, que negà conèixer la recepció dels correus.
Finalment, el 17 de setembre de 2002, el Tribunal Suprem va rebutjar de ple la possibilitat que Jaume Matas prestàs declaració en qualitat d'imputat en el cas Bitel. En un acte de la Sala Penal, el Suprem acordà que no era competent per instruir el cas Bitel i, per tant, per enjudiciar aquesta investigació, per la qual cosa considerava que no era procedent acordar prendre declaració en qualitat d'imputat al llavors ministre Jaume Matas. Els magistrats explicaren que "no s'ha de pensar, raonablement, que la declaració de l'esmentat aforat pugui aclarir alguns dels extrems de la instrucció minuciosa duta a terme fins ara".
El Jutjat d'Instrucció número 9 de Palma va decidir el 14 d'octubre de 2002 tornar a arxivar el cas Bitel. El titular del jutjat, Enrique Morell García, prengué la decisió d'arxivar el cas d'acord amb els arguments continguts en l'acte de la Sala II del Tribunal Suprem de data 3 de setembre del 2002. Així i tot, encara existia la possibilitat que els missers de Francesc Quetglas interposassin un recurs d'apel·lació.
El lletrat de l'acusació, Antoni Diéguez, va demanar en el seu recurs d'apel·lació a l'acte d'arxivament dictat pel jutge instructor que s'obrís judici oral, perquè declarassin Sebastià Vallori i Francesca Pascual, en considerar que existien indicis suficients de la seva presumpta implicació. Antoni Diéguez afirmà que la resolució de la Sala Segona del TS estava contaminada d'errors, com ara la confusió de l'arxiu seny.txt, un document sobre les primàries socialistes elaborat per Fernando Monar i enviat per correus electrònic a Quetglas, amb "Bases de l'enquadrament", exhibit per Matas en el Parlament el 1998 i que tractava dels criteris urbanístics.
La Secció Segona de l'Audiència Provincial de Balears va ordenar per segona vegada la reobertura del cas Bitel, ja que establia que "existeixen aquells indicis explicitats en el nostre acte anterior" (del 27 de maig del 2002) i entenia que "són suficients perquè, si cap de les parts formula una acusació raonada i raonable, siguin debatuts, provatòriament i dialècticament, en judici oral i públic". Així ho expressava la resolució de data de 31 de gener de 2003 de la qual va ser ponent el president d'aquesta secció, Joan Catany. L'acte estimava els recursos contra l'arxivament decretat el 14 d'octubre pel jutge instructor, Enrique Morell, presentats per l'acusació particular, en representació de Francesc Quetglas, Esquerra Unida i el Govern balear.
A l'abril, el titular del Jutjat d'Instrucció 9 de Palma, Enrique Morell, va decidir suspendre el cas Bitel fins que es duguessin a terme les eleccions del 25-M. La causa, segons raonà en un acte de data de 16 d'abril, era la insistència en la participació en els fets de l'anterior president de la Comunitat Autònoma i cap de llista pel Partit Popular, Jaume Matas. El jutge no entenia aquesta insistència, després de l'acte del Tribunal Suprem que va concloure que no era possible prendre declaració a Jaume Matas (llavors ministre de Medi Ambient) perquè explicàs com arribà a les seves mans el document que presumptament sorgí de l'ordinador de l'exconseller d'Urbanisme del CIM Francesc Quetglas en l'anterior legislatura.
Enrique Morell, jutge d'instrucció 9 de Palma, va rebutjar l'obertura de judici oral contra els dos membres de la secretaria de Jaume Matas en la seva anterior etapa com a president del Govern, Francesca Pascual i Sebastià Vallori, i va tornar a decretar l'arxivament de les actuacions. El jutge va considerar que les acusacions contra ambdós eren arbitràries. En primer lloc, perquè de l'atenta lectura dels escrits dels representants de l'acusació particular i del Govern balear no es pot confirmar que el document exhibit per Jaume Matas en el Parlament l'octubre del 1998 provengui dels correus electrònics indegudament readreçats.
La Secció Segona de l'Audiència de Palma va dictar un acte pel qual revocava de nou l'arxivament del cas Bitel decidit pel jutge Enrique Morell, i li ordenava que procedís a l'obertura de judici oral contra els funcionaris Sebastià Vallori i Francisca Pascual. L'Audiència estimà, d'aquesta manera, un recurs presentat per l'acusació particular que exercia Quetglas. L'acusació, així mateix, sol·licità que el president del Govern, Jaume Matas, declaràs com a testimoni en el judici. Aquesta era la tercera ocasió en què la Secció Segona, formada pels magistrats Eduardo Calderón i Francisco Javier Mulet i presidida per Joan Catany, deixava sense efecte els actes del jutge Morell en els quals decretava l'arxivament de les actuacions. La Fiscalia de les Balears, també en tres oportunitats, es va mostrar favorable a l'arxivament del cas.

## Judici
El president del Govern balear, Jaume Matas, declarà per escrit davant dels magistrats de la Secció Primera de l'Audiència de Palma per defensar els dos imputats en el cas Bitel i estrets col·laboradors seus, la directora general de Presidència, Francisca Pascual, i el funcionari Sebastià Vallori, i negà les acusacions d'espionatge polític i envestí contra les acusacions, exercides pel PSIB-PSOE i Esquerra Unida (EU). Matas fou el gran protagonista de la primera jornada del judici del cas Bitel, ja que malgrat el fet que no hi era present, els magistrats i les parts personades pogueren escoltar la seva versió dels fets i veure'l en un vídeo corresponent a una sessió del Parlament en què exhibí el polèmic document que sosté els arguments de les acusacions. Les acusacions sol·liciten per a Pascual i Vallori quatre anys de presó, divuit mesos de multa i vuit anys d'inhabilitació absoluta pel presumpte delicte de descobriments de secrets en la modalitat de missatges per Internet. El fiscal, per la seva part, no acusà. Matas va declarar que va rebre el polèmic document sobre els plans urbanístics del socialista de mans de l'exconseller Miquel Ramis, i que aquest, al seu torn, l'obtingué de l'exdirector general d'Urbanisme, Cristóbal Huguet. Segons el PSOE i EU, Matas va obtenir el document del redireccionament irregular del correu electrònic de Quetglas, personat com a acusació en la causa. Vallori admeté que rebé dos correus redirigits al seu ordinador i que, després de comunicar-ho al seu superior immediat, Francisca Pascual, aquesta li ordenà que procedís a eliminar-los immediatament. Pascual, del seu costat, al·legà que desconeixia la identitat del remitent dels dos correus rebuts, que va definir com "indeguts" i que per aquest motiu era "un destorb". Quetglas declarà que, per a ell, no hi havia cap dubte que el document exhibit per Matas fou obtingut de forma irregular des del seu correu i insistí que se sentí ofès per la vulneració de la seva correspondència.
Dirigents socialistes que prestaren declaració en qualitat de testimonis en la segona jornada del judici pel cas Bitel a l'Audiència de Palma, entre ells, l'exdirector general d'Ordenació del Territori al Govern del Pacte de Progrés Manuel Cabello, declararen que en moltes ocasions se sentiren espiats pel PP. Cabello digué que aquesta sensació es feu més patent quan començaren a adonar-se que les seves decisions polítiques semblaven ser conegudes per endavant pels seus rivals polítics. Llavors, no havia esclatat el cas Bitel. En la maratoniana sessió, les acusacions insistiren que aquest redireccionament fou provocat, mentre que per a les defenses, no passà de ser un lamentable error. Aquesta tesi de l'error, tanmateix, fou descartada de pla pels jutges en insistir que ja fou debatuda fins a l'avorriment en la primera fase d'instrucció. També declararen empleats de Bitel, funcionaris del Govern i dirigents del PSIB-PSOE i PP. Gran part dels interrogatoris se centraren en el polèmic document exhibit al final de la penúltima legislatura pel president Matas en una sessió del Parlament, pel que sembla, extret del correu de Quetglas. En aquest tema, un testimoni clau era el de l'exdirector general d'Ordenació del Territori de l'anterior govern del PP, Cristòfol Huguet, qui declarà que el document no tenia valor, i no constituïa cap secret. Huguet reconegué que li lliurà aquell document al llavors conseller Miquel Ramis, qui l'hi passà a Matas. A una pregunta sobre com havia arribat al seu poder aquell document i qui el posà a la seva taula, Huguet va respondre que no se'n recordava. Altres que prestaren declaració foren Gabriel Buades, Enrique Adán, Belén Perera, María Isabel Enseñat, Miquel Ramis, Rafael Rodríguez, Misericòrdia Ramon, Cristóbal Huguet, Rafael Rodríguez i Carles Bona.
"Error humà no dolós". Així definí el llavors nou fiscal en cap de les Balears, Bartomeu Barceló, la presumpta punxada del correu electrònic del dirigent socialista Francesc Quetglas en el seu escrit definitiu de conclusions sobre el judici del cas Bitel. El fiscal sol·licità que es dictàs una sentència absolutòria per als dos acusats d'un presumpte delicte de descobriment de secrets en les comunicacions electròniques, la directora general de Presidència, Francesca Pascual, i el funcionari Sebastià Vallori. Barceló assenyalà que en el cas Bitel s'hi registrà, en efecte, un redireccionament dels correus electrònics de Quetglas al compte de Vallori. "És un fet evident que ningú no qüestiona, dolorós, lamentable per a qui ho ha sofert, que pogué notar la sensació de ser espiat, però al llarg del judici no s'ha presentat cap prova de càrrec que incrimini les dues persones assegudes a la banqueta", argumentà el fiscal.
L'Audiència de Palma va absoldre el 26 de maig de 2005, Sebastià Vallori i Francesca Pascual del delicte de descobriment i revelació de secrets dels quals estaven acusats en aquest cas. L'Audiència entengué que no hi havia delicte de revelació de secret perquè cap dels missatges pertanyia a la intimitat de Quetglas. Els magistrats no consideraren provat que Vallori, secretari del president del Govern, Jaume Matas, quan es va descobrir el redireccionament, i Pascual, cap del seu Gabinet, haguessin espiat i utilitzat el contingut dels missatges que es remetien a qui en aquell moment era president de la Comissió Insular d'Urbanisme de Mallorca, el socialista Francesc Quetglas, qui exercí l'acusació particular amb Esquerra Unida. Les acusacions particular i popular demanaven quatre anys de presó per a cada un dels acusats i diversos anys d'inhabilitació, però el Tribunal desestimà els seus arguments i, en la sentència, atribuí a un error de l'operador del compte d'e-mail, l'empresa Bitel, el desviament del correu de Quetglas. Tot i que els magistrats consideraren provat que Vallori va rebre indegudament almenys 34 correus electrònics destinats a Quetglas, entengué que no hi havia delicte de revelació de secret perquè cap dels missatges no pertanyia a la seva intimitat.
El Tribunal Suprem (TS) va confirmar, el 4 de juliol de 2006, l'absolució de Sebastià Vallori i de Francisca Pascual del delicte de descobriment i revelació de secrets del qual estaven acusats en aquest cas. Així ho acordà la Sala del Penal del TS en una sentència que desestimà el recurs interposat pel socialista Francesc Quetglas contra la dictada el maig de 2005 per l'Audiència de Palma. El TS indicà que "comunicacions com les interferides en aquest cas no estan destinades institucionalment a ser el regular curs de continguts de caràcter íntim, i el cert és que no solen ser-ho a la pràctica i tampoc ho van ser aquí, segons consta". "Ara bé [...], s'ha d'afirmar també que l'actuació enjudiciada no pot considerar-se ètica ni jurídicament indiferent, i que les comunicacions del querellant van ser interferides de manera certament il·legítima, encara que, segons s'ha fet veure, no qualificable com a delicte". El TS argumenta que "no es pot afirmar que els acusats, en operar de la manera acreditada, volguessin vulnerar la intimitat del titular i usuari del compte de correu electrònic".
Pocs mesos després, el 22 de setembre de 2006, Francesc Quetglas va morir als 58 anys, en una clínica de Palma, víctima d'un càncer que li va ser detectat el 2004.